# Sekakangwe
Sekakangwe is een dorp in het district North-East in Botswana. De plaats telt 946 inwoners (2011).